# Český politický střed
ČESKÝ POLITICKÝ STŘED (zkratka: ČPST) byla česká politická strana, která vznikla 10. března 2009 pod názvem Strana demokracie a svobody (SDaS). Prosazovala především maximální využití všech fondů Evropské unie.
V lednu 2022 vláda navrhla pozastavit činnost strany, protože neplnila zákonné povinnosti. Nejvyšší správní soud ji rozpustil v prosinci 2023.

## Historie

### Vývoj názvu
| Pořadí | Název                       | Zkratka | Od                | Do                |
| ------ | --------------------------- | ------- | ----------------- | ----------------- |
| 1.     | Strana demokracie a svobody | SDaS    | 24. březen 2009   | 30. září 2009     |
| 2.     | STŘED                       | STŘED   | 30. září 2009     | 27. ledna 2010    |
| 3.     | EVROPSKÝ STŘED              | ES      | 27. ledna 2010    | 30. července 2010 |
| 4.     | ČESKÝ POLITICKÝ STŘED       | ČPST    | 30. července 2010 | dosud             |

## Volby
| Rok  | Volby do            | Počet hlasů | Hlasy v % |
| ---- | ------------------- | ----------- | --------- |
| 2009 | Evropský parlament  | 986 hlasů   | 0,04 %    |
| 2010 | Poslanecká sněmovna | 522 hlasů   | 0,00 %    |